# Płazowyż
Płazowyż (ang. Amphibia, od 2019) – amerykański serial animowany stworzony przez Matta Braly oraz wyprodukowany przez wytwórnię Disney Television Animation.
Premiera serialu odbyła się w Stanach Zjednoczonych 17 czerwca 2019 na amerykańskim Disney Channel. W Polsce premiera serialu odbyła się 23 marca 2020 na antenie polskiego Disney XD.
Dnia 15 maja 2019, stacja Disney Channel ogłosiła, że powstanie drugi sezon serialu, przed telewizyjnym debiutem. W dniu premiery drugiego sezonu potwierdzono trzeci sezon serialu.

## Fabuła
Serial opisuje perypetie 13-letniej dziewczynki tajskiego pochodzenia – Anna Zaradna, która wykrada tajemniczą pozytywkę w dzień swoich urodzin za radą swojej przyjaciółki Sashy, po czym zostaje przeniesiona do Płazowyżu – wyspy, na której żyją antropomorficzne żaby i gigantyczne wersje małych zwierząt. Anna spotyka tam 10-letnią żabę, Skrzeka Motykę, z którym się zaprzyjaźnia i który ją poprowadzi do zostania prawdziwą bohaterką, gdy będzie odkrywała pierwszą prawdziwą przyjaźń w swoim życiu.

## Produkcja
Serial został stworzony przez Matta Braly, który poprzednio pracował jako autor scenopisów w Wodogrzmotach Małych oraz jako reżyser w Wodogrzmotach Małych i w Greenowie w wielkim mieście. Inspiracją do stworzenia serialu były wycieczki autora do Tajlandii. Dnia 27 marca 2019 zostało potwierdzone, że głosem Anne Boonchuy będzie mówić Brenda Song, która jest znana z ról w serialach Nie ma to jak hotel i Nie ma to jak statek i w filmie Wendy Wu: Nastoletnia wojowniczka. Dnia 14 maja 2019 pojawiła się zapowiedź serialu.

## Spis odcinków

### Seria 1 (2019)
| Nr | Tytuł                                       | Tytuł polski                             | Premiera        | Premiera w Polsce                         |
| -- | ------------------------------------------- | ---------------------------------------- | --------------- | ----------------------------------------- |
| 1  | Anne or Beast? / Best Fronds                | Anna czy bestia? / Przyjaciele           | 17 czerwca 2019 | 23 marca 2020                             |
| 2  | Cane Crazy / Flood, Sweat and Tears         | Laska / Potop, pot i łzy                 | 18 czerwca 2019 | 24 marca 2020                             |
| 3  | Hop Luck / Stakeout                         | Konkurs kulinarny / Zasadzka             | 19 czerwca 2019 | 25 marca 2020                             |
| 4  | The Domino Effect / Taking Charge           | Efekt Dominiki / Ładowanie               | 20 czerwca 2019 | 26 marca 2020                             |
| 5  | Anne Theft Auto / Breakout Star             | Nauka jazdy / Wschodząca gwiazda         | 24 czerwca 2019 | 27 marca 2020                             |
| 6  | Sprig Vs. Hop Pop / Girl Time               | Skrzek kontra Hopek / Babski wypad       | 25 czerwca 2019 | 30 marca 2020 (A) 31 marca 2020 (B)       |
| 7  | Dating Season / Anne Vs. Wild               | Sezon randkowy / Anna kontra dzicz       | 26 czerwca 2019 | 1 kwietnia 2020 (A) 2 kwietnia 2020 (B)   |
| 8  | Contagi-Anne / Family Shrub                 | Kwarant-Anna / Krzak genealogiczny       | 27 czerwca 2019 | 3 kwietnia 2020 (A) 6 kwietnia 2020 (B)   |
| 9  | Lily Pad Thai / Plantar's Last Stand        | Knajpiane rewolucje / Ostatni kram       | 1 lipca 2019    | 7 kwietnia 2020 (A) 8 kwietnia 2020 (B)   |
| 10 | Toad Tax / Prison Break                     | Podatek / Ucieczka z więzienia           | 2 lipca 2019    | 9 kwietnia 2020 (A) 10 kwietnia 2020 (B)  |
| 11 | Grubhog Day / Hop Pop and Lock              | Dzień pędraka / Hopek w zalotach         | 3 lipca 2019    | 4 maja 2020 (A) 5 maja 2020 (B)           |
| 12 | Civil Wart / Hop-Popular                    | Wojna domowa / Wybory                    | 4 lipca 2019    | 6 maja 2020 (A) 7 maja 2020 (B)           |
| 13 | Croak and Punishment / Trip to the Archives | Zbrodnia i żaba / Wypad do archiwum      | 8 lipca 2019    | 8 maja 2020 (A) 11 maja 2020 (B)          |
| 14 | Snow Day / Cracking Mrs. Croaker            | Mróz / Pani Rechotek wymiata             | 9 lipca 2019    | 12 maja 2020 (A) 13 maja 2020 (B)         |
| 15 | A Night at The Inn / Wally and Anne         | Noc w motelu / Gruczoł i Anna            | 10 lipca 2019   | 14 maja 2020 (A) 7 września 2020 (B)      |
| 16 | Family Fishing Trip / Bizarre Bazaar        | Rodzinne wędkowanie / Bazar cudactw      | 11 lipca 2019   | 8 września 2020 (A) 9 września 2020 (B)   |
| 17 | Cursed! / Fiddle Me This                    | Klątwa / Masz talent                     | 15 lipca 2019   | 10 września 2020 (A) 11 września 2020 (B) |
| 18 | The Big Bugball Game / Combat Camp          | Wielki mecz robalówki / Obóz przetrwania | 16 lipca 2019   | 14 września 2020 (A) 15 września 2020 (B) |
| 19 | Children of the Spore / Anne of the Year    | Dzieci Zarodnika / Anna roku             | 17 lipca 2019   | 16 września 2020 (A) 17 września 2020 (B) |
| 20 | Reunion                                     | Znowu razem                              | 18 lipca 2019   | 18 września 2020                          |

### Seria 2 (2020-2021)
| Nr | Tytuł                                                       | Tytuł polski                                    | Premiera             | Premiera w Polsce |
| -- | ----------------------------------------------------------- | ----------------------------------------------- | -------------------- | ----------------- |
| 1  | Handy Anne / Fort in the Road                               | Złota rączka / Przydrożny fort                  | 11 lipca 2020        | 26 kwietnia 2021  |
| 2  | The Ballad of Hopediah Plantar / Anne Hunter                | Ballada o Hopadajaszu Motyce / Anna łowczyni    | 18 lipca 2020        | 27 kwietnia 2021  |
| 3  | Truck Stop Polly / A Caravan Named Desire                   | Polcia na gigancie / Karawana zwana pragnieniem | 25 lipca 2020        | 28 kwietnia 2021  |
| 4  | Quareller's Past / Toadcatcher                              | Przełęcz kłótników / Łowca ropuch               | 1 sierpnia 2020      | 29 kwietnia 2021  |
| 5  | Swamp and Sensibility / Wax Museum                          | Bagnisty i romantyczny / Muzeum figur woskowych | 8 sierpnia 2020      | 30 kwietnia 2021  |
| 6  | Marcy at the Gates                                          | Marcela                                         | 15 sierpnia 2020     | 3 maja 2021       |
| 7  | Scavenger Hunt / The Plantars Check In                      | Zagadka / Przybycie                             | 22 sierpnia 2020     | 4 maja 2021       |
| 8  | Lost in Newtopia / Spring Gets Schooled                     | Zagubione w Błotopii / Skrzek idzie na studia   | 29 sierpnia 2020     | 5 maja 2021       |
| 9  | Little Frogtown / Hopping Mall                              | Mieścina / Imbryk                               | 12 września 2020     | 6 maja 2021       |
| 10 | The Sleepover To End All Sleepovers / A Day at The Aquarium | Piżamówka nad piżamówkami / Dzień w akwarium    | 19 września 2020     | 7 maja 2021       |
| 11 | The Shut-In!                                                | Rygiel                                          | 17 października 2020 | 9 sierpnia 2021   |
| 12 | Night Drivers / Return To Wartwood                          | Nocni woźnicy / Powrót do Kurzajkowa            | 6 marca 2021         | 10 sierpnia 2021  |
| 13 | Ivy on the Run / After the Rain                             | Iwcia na gigancie / Po deszczu                  | 13 marca 2021        | 11 sierpnia 2021  |
| 14 | The First Temple                                            | Pierwsza świątynia                              | 20 marca 2021        | 12 sierpnia 2021  |
| 15 | New Wartwood / Friend or Frobo ?                            | Nowe Kurzajkowo / Przyjaciel czy Żobot?         | 27 marca 2021        | 13 sierpnia 2021  |
| 16 | Toad to Redemption / Maddie & Marcy                         | Ropusza pokuta / Madzia i Marcela               | 3 kwietnia 2021      | 16 sierpnia 2021  |
| 17 | The Second Temple / Barrel's Warhammer                      | Druga świątynia / Młot wojenny Beki             | 10 kwietnia 2021     | 17 sierpnia 2021  |
| 18 | Bessie & MicroAngelo / The Third Temple                     | Bysia i Michaś Aniołek / Trzecia świątynia      | 17 kwietnia 2021     | 18 sierpnia 2021  |
| 19 | The Dinner / Battle of the Bands                            | Kolacja / Pojedynek Kapel                       | 24 kwietnia 2021     | 19 sierpnia 2021  |
| 20 | True Colors                                                 | Prawdziwe Oblicze                               | 22 maja 2021         | 20 sierpnia 2021  |

### Seria 3 (2021-2022)
| Nr | Tytuł                                           | Tytuł polski                                 | Premiera             | Premiera w Polsce |
| -- | ----------------------------------------------- | -------------------------------------------- | -------------------- | ----------------- |
| 1  | The New Normal                                  | Nowa codzienność                             | 2 października 2021  | 28 marca 2022     |
| 3  | Hop 'Til You Drop / Turning Point               | Żaby w supermarkecie / Punkt zwrotny         | 9 października 2021  | 29 marca 2022     |
| 3  | Thai Feud / Adventures in Catsitting            | Tajskie zwarcie / Zwariowany kot             | 16 października 2021 | 30 marca 2022     |
| 4  | Fight at the Museum / Temple Frogs              | Bot w muzeum / Świątynne żaby                | 23 października 2021 | 31 marca 2022     |
| 5  | Fixing Frobo / Anne-sterminator                 | Nowy żobot / Ann-odkażatorka                 | 30 października 2021 | 1 kwietnia 2022   |
| 6  | Mr. X / Sprig's Birthday                        | Pan X / Urodziny Skrzeka                     | 6 listopada 2021     | 4 kwietnia 2022   |
| 7  | Spider-Sprig / Olivia & Yunan                   | Spider-skrzek / Olivia i Yunan               | 13 listopada 2021    | 5 kwietnia 2022   |
| 8  | Hollywood Hop Hop / If You Give a Frog a Cookie | Hopek w Hollywood / Kiedy Dasz Ciastko Żabie | 20 listopada 2021    | 6 kwietnia 2022   |
| 9  | Froggy Little Christmas                         | Małe żabie święta                            | 27 listopada 2021    | 7 kwietnia 2022   |
| 10 | Escape to Amphibia                              | Ucieczka do Płazowyżu                        | 19 marca 2022        | 8 kwietnia 2022   |
| 11 | Commander Anne / Sprivy                         | Anna- dowódca / Sk-Ifcia                     | 26 marca 2022        | 27 czerwca 2022   |
| 12 | Sasha's Angels / Olm Town Road                  | Aniołki Sashy / Droga do Odmieńcowa          | 2 kwietnia 2022      | 28 czerwca 2022   |
| 13 | Mother of Olms / Grime's Pupil                  | Pramatka Odmieńców / Uczeń Dyma              | 9 kwietnia 2022      | 29 czerwca 2022   |
| 14 | The Root of Evil / The Core & The King          | Zło w grzybie wcielone / Rdzeń i Król        | 16 kwietnia 2022     | 30 czerwca 2022   |
| 15 | Newts in Tights / Fight or Flight               | Traszki w rajtuzach / Walcz lub wiej         | 23 kwietnia 2022     | 1 lipca 2022      |
| 16 | The Three Armies / The Beginning of the End     | Trzy wojska / Początek końca                 | 30 kwietnia 2022     | 4 lipca 2022      |
| 17 | All In                                          | Vabank                                       | 7 maja 2022          | 5 lipca 2022      |
| 18 | The Hardest Thing                               | Rzecz najtrudniejsza                         | 14 maja 2022         | 6 lipca 2022      |